# اوه نو (موسیقی‌دان)
مایکل وودرو جکسون (انگلیسی: Michael Woodrow Jackson؛ زادهٔ ۶ نوامبر ۱۹۷۸) که با نام حرفه‌ای اوه نو (انگلیسی: Oh No) شناخته می‌شود، رپر و تهیه‌کننده موسیقی اهل ایالات متحده آمریکا است. وی از سال ۱۹۹۸ میلادی تاکنون مشغول فعالیت بوده‌است.

## زندگی‌نامه
مایکل وودرو جَکسون در ۶ نوامبر، ۱۹۷۸ در اکسنارد، ایالت کالیفرنیا به دنیا آمد. او در خانواده‌ای بزرگ شد که عمدتاً روی طیف گسترده‌ای از موسیقی متمرکز بودند.
اوه نو با گروه خود با نام (Kali Wild) شروع به اجرا کرد و در آلبوم گروه برادرش Lootpack Soundpieces: Da Antidote حضور داشت. اوه نو با ناشر "استون ترو رکوردز" مستقر در لس آنجلس قرارداد امضا کرد که اولین آلبوم خود را به نام The Disrupt در سال ۲۰۰۴ عرضه کرد. در همین زمان او آهنگ‌های متعددی از هنرمندان دیگر آهنگسازی کرد و شروع به کار تولید مستقل برای خود و دیگران نمود.
در آگوست سال ۲۰۰۶، اوه نو نخستین آلبوم رسمی خود را با نام Exodus Into Unheard Rhythms منتشر کرد، که به صورت انحصاری از سبک موسیقی گالت مک‌درموت استفاده می‌کرد و از هنرمندان رپ، عمدتاً در خانواده استون ترو، استفاده کرد. این آلبوم به خوبی مورد استقبال منتقدان قرار گرفت و اوه نو را به عنوان یکی از تولیدکنندگان پیشرو زیرزمینی هیپ هاپ معرفی کرد. در سال ۲۰۰۷ او قطعه Dr. No's Oxperiment را برای نقدهای تحسین‌برانگیز خود منتشر کرد. این آلبوم به طور کامل با استفاده از نمونه های موسیقی ترکی، لبنانی، یونانی و ایتالیایی ساخته شده است.
اوه نو چندین آهنگ را برای موسیقی‌متن نسخه محدود ایالات‌متحده برای بازی‌ویدئویی Arc System Works BlazBlue: Calamity Trigger ریمیکس کرد. در همان سال، او آلبوم Dr. No's Ethiopium را منتشر کرد که تماماً از نمونه‌هایی از موسیقی اتیوپی ساخته شده بود. در سال ۲۰۱۳، اوه نو با همکاری وودی جکسون، توسط راک‌استار گیمز موسیقی‌زمینه بازی‌ویدئویی اتومبیل‌دزدی بزرگ ۵ را تولید کرد.